# مدرسه (شماخی)
مدرسه (به لاتین: Mədrəsə، به ارمنی: Մադրասա مادراسا یا Մեդրեսե مدرسه) یک منطقه مسکونی در جمهوری آذربایجان است که در شهرستان شماخی واقع شده‌است. مدرسه ۲۵۹۷ نفر جمعیت دارد. بیشتر مردم آن از ارمنی‌ها و تات‌های قفقاز هستند.

## دین
در مسجد جامع این روستا یک هیئت مذهبی وجود دارد.